# Ölkatastrophe bei Norilsk
Die Ölkatastrophe bei Norilsk war ein Industrieunglück in der Nähe von Norilsk in der Region Krasnojarsk in Russland, die am 29. Mai 2020 begann, als ein Treibstofftank im Wärmekraftwerk Nr. 3 von Norilsk-Taimyr Energy (im Besitz von Nornickel) auslief und die örtlichen Flüsse mit bis zu 21.000 Kubikmeter (17.500 Tonnen) Dieselkraftstoff überschwemmte.

In der Satellitenbild-Animation ist am 31. Mai und am 1. Juni ausgelaufenes Dieselöl im Fluss Ambarnaya zu sehen – leicht erkennbar an der purpurroten Farbe.

Nornickel gab an, dass das Reservoir 5 zusammenbrach, als sich der Permafrost, auf dem es errichtet wurde, aufzuweichen begann. Die Ölkatastrophe wäre demnach eine Folge der Hitzewelle in Sibirien 2020.
Im Juli 2020 traten zudem 44,5 Tonnen Kerosin aus einer Pipeline des Unternehmens Norilsktransgas aus.

## Reaktionen

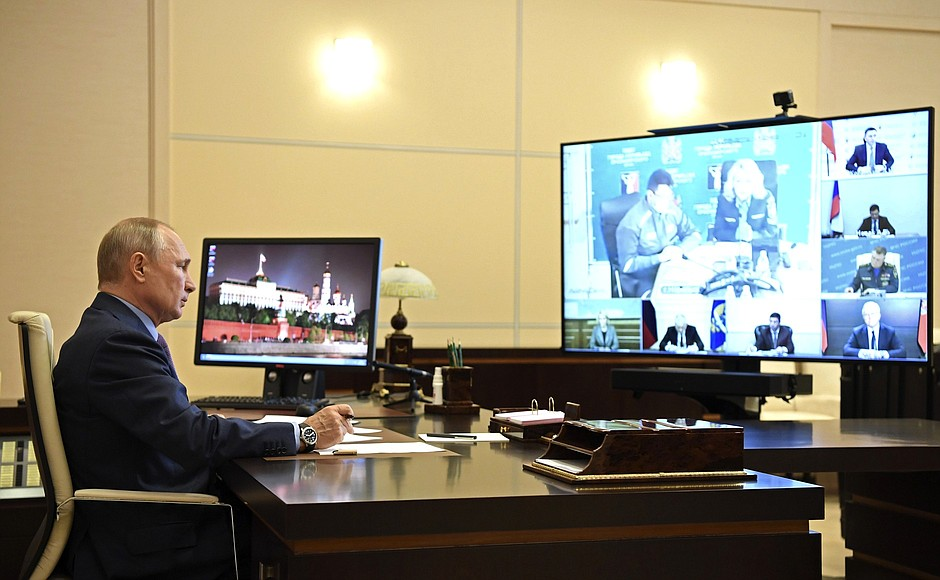
Am 3. Juni hielt Wladimir Putin ein Treffen über Maßnahmen zur Bekämpfung der Ölpest in der Region Krasnojarsk ab.

Der russische Präsident Wladimir Putin rief am 3. Juni den Ausnahmezustand aus. Das Unglück wurde als die zweitgrößte Ölpest in der modernen russischen Geschichte beschrieben. 1994/95 waren durch ein Leck in der Komi-Pipeline rund 400.000 Tonnen Rohöl in die Umwelt gelangt.

## Belege
1. ↑  Diesel fuel spill in Norilsk in Russia’s Arctic contained. Abgerufen am 14. Juli 2020.
2. ↑  State of emergency in Norilsk after 20,000 tons of diesel leaks into Arctic river system. Abgerufen am 14. Juli 2020.
3. ↑  Der Spiegel: Neues Leck: Russlands hohem Norden droht die nächste Katastrophe - Der Spiegel. Abgerufen am 14. Juli 2020.
4. ↑  Staff, agencies: Putin orders state of emergency after huge fuel spill inside Arctic Circle. In: The Guardian. 3. Juni 2020, ISSN 0261-3077 (theguardian.com [abgerufen am 14. Juli 2020]).
5. ↑  Ivan Nechepurenko: Russia Declares Emergency After Arctic Oil Spill. In: The New York Times. 4. Juni 2020, ISSN 0362-4331 (nytimes.com [abgerufen am 14. Juli 2020]).
6. ↑  Minerals Yearbook. Bureau of Mines., 1994 (google.at [abgerufen am 14. Juli 2020]).

Koordinaten: 69° 19′ 35″ N, 87° 56′ 8″ O